# Чудське озеро
Чудське озеро (устар. Гдовське озеро, ест. Peipsi järv) — велике прісноводне озеро, є північною складовою так званого Чудсько-Псковського озерного комплексу.
Площа озера складає 2613 км .
Північний і західний береги належать Естонській республіці, східний — Російської Федерації (Псковська область і невелика ділянка на початку річки Нарва належить Сланцевському району Ленінградської області РФ). З боку Естонії з озером межують (з півночі на південь) повіти Іда-Вірумаа, Йигевамаа та Тартумаа .
Посередині озера проходить кордон Росії та Естонії. Раніше було внутрішнім водоймищем СРСР, а до цього — Російської імперії, коли до його берегів виходили кордони Псковської, Санкт-Петербурзької, Ліфляндської та Естляндської губерній. Прилеглі до озера території називаються Причуддя .

## Етимологія
Етнонім чудь у Київській Русі-Україні вживався для позначення древніх естів, включаючи сету, і навіть як збірна назва різних фіно-угорских народів. Назва ця слов'янська, тому що ести самі себе чуддю ніколи не називали.

## Фізико-географічна характеристика

### Береги, рельєф дна та гідрографія озера

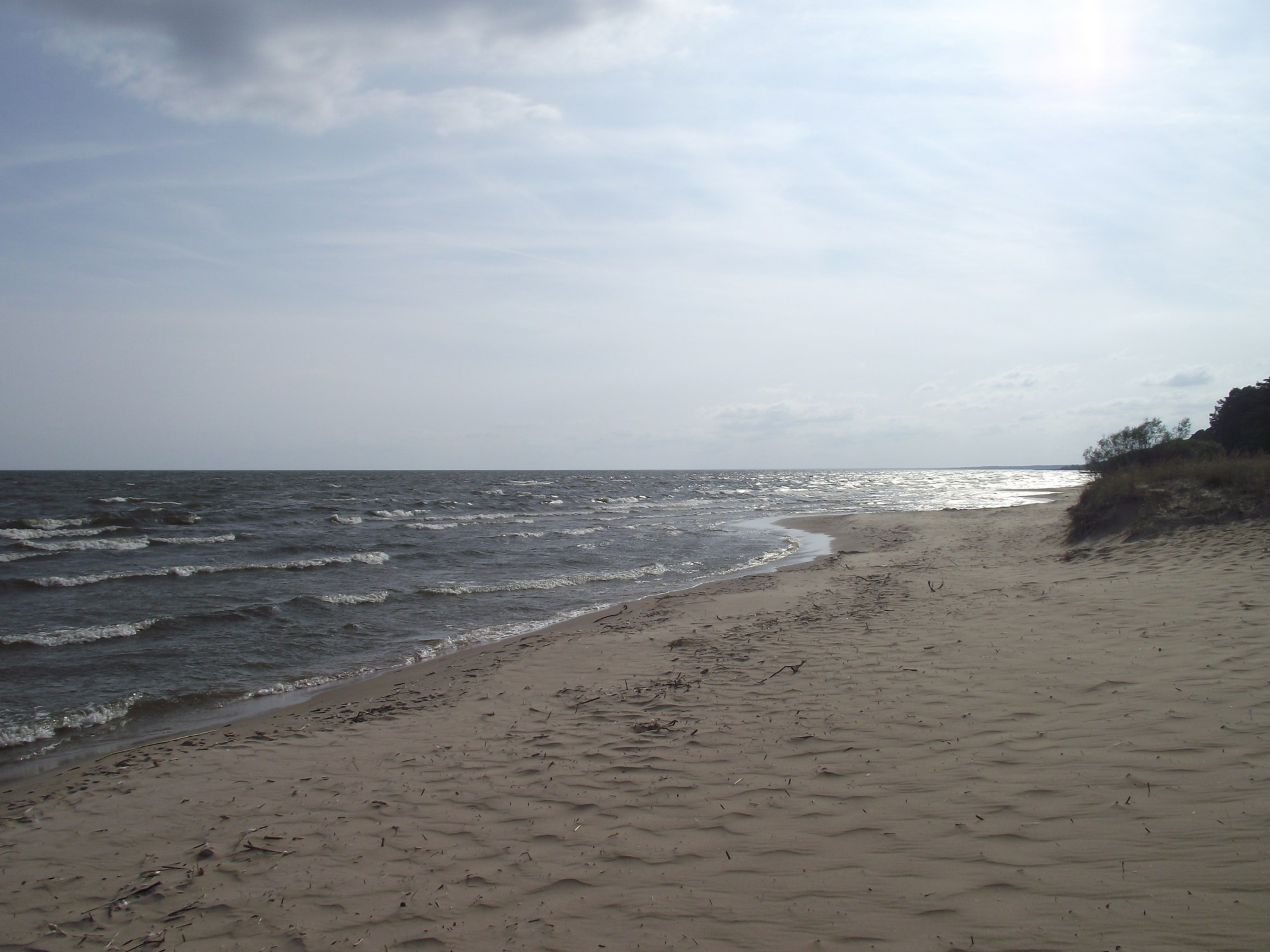
Берег озера біля села Кауксі, Естонія.

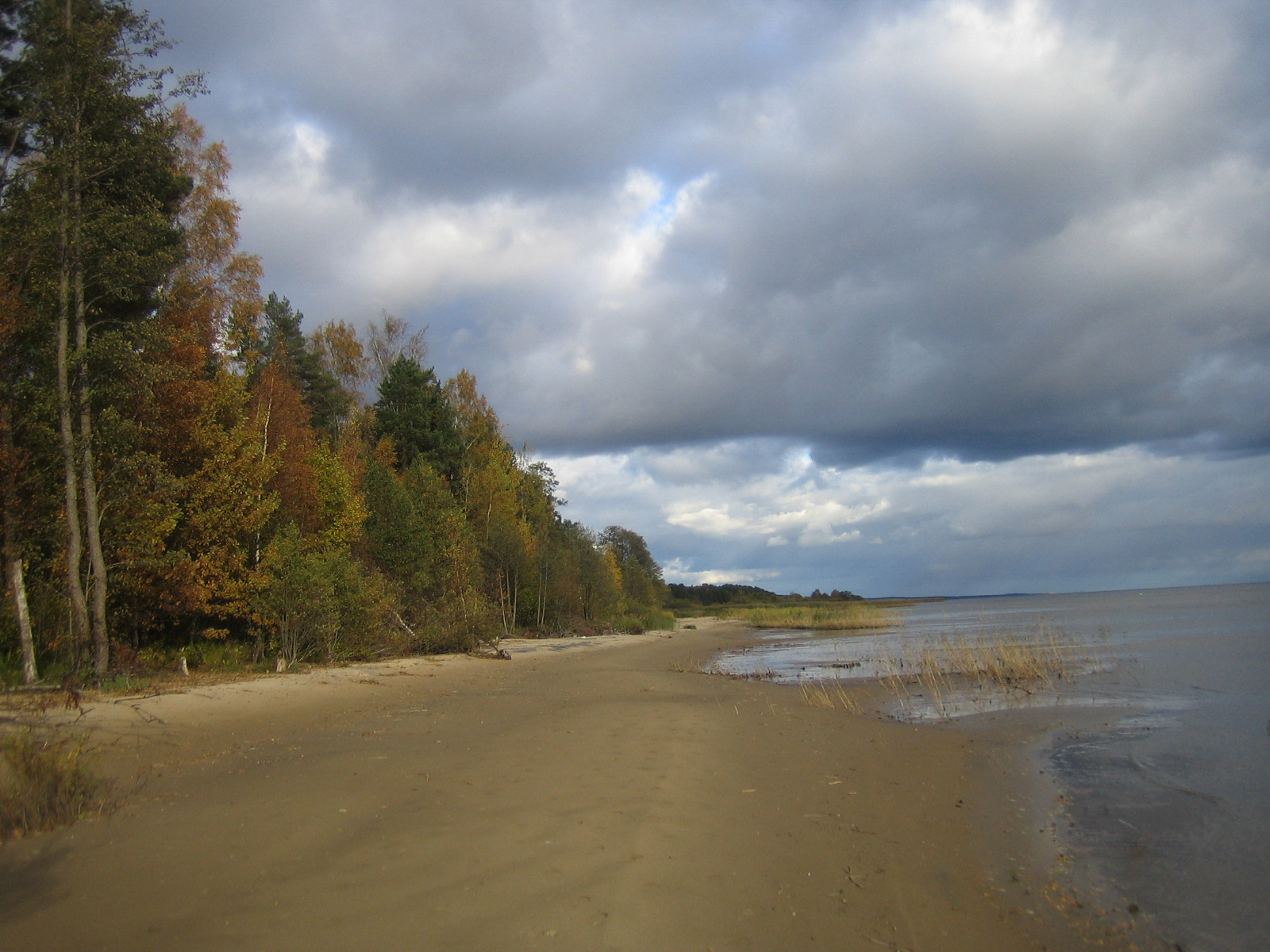
Берег озера біля села Раннапунгер'я, Естонія

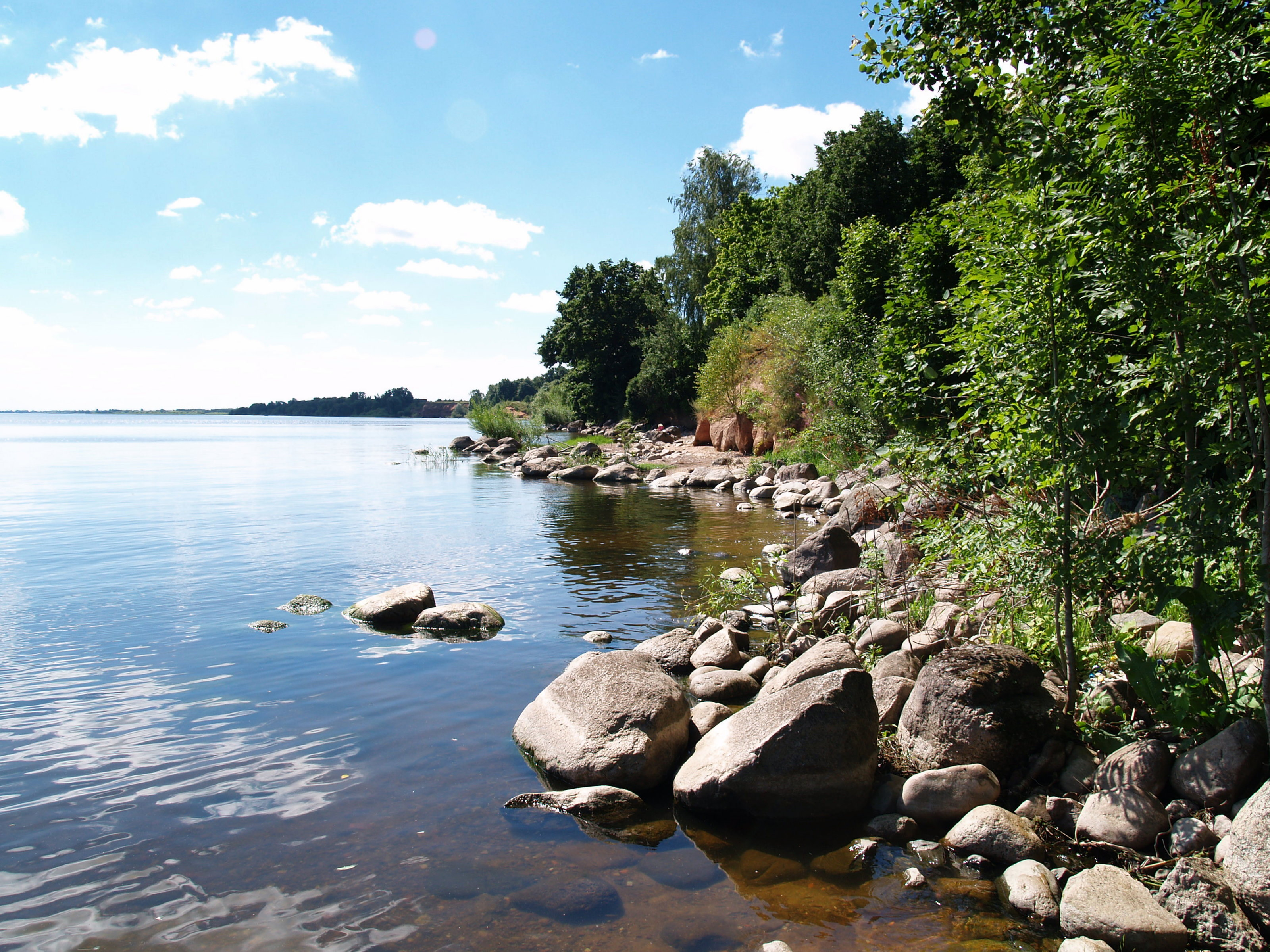
Берег озера біля міста Калласте, Естонія

Чудське озеро є п'ятим за величиною в Європі. Його площа становить 2613 км. Разом з озерами Теплим і Псковським площа становить близько 3550 км. Площа дзеркала коливається, залежно від змін рівня води.

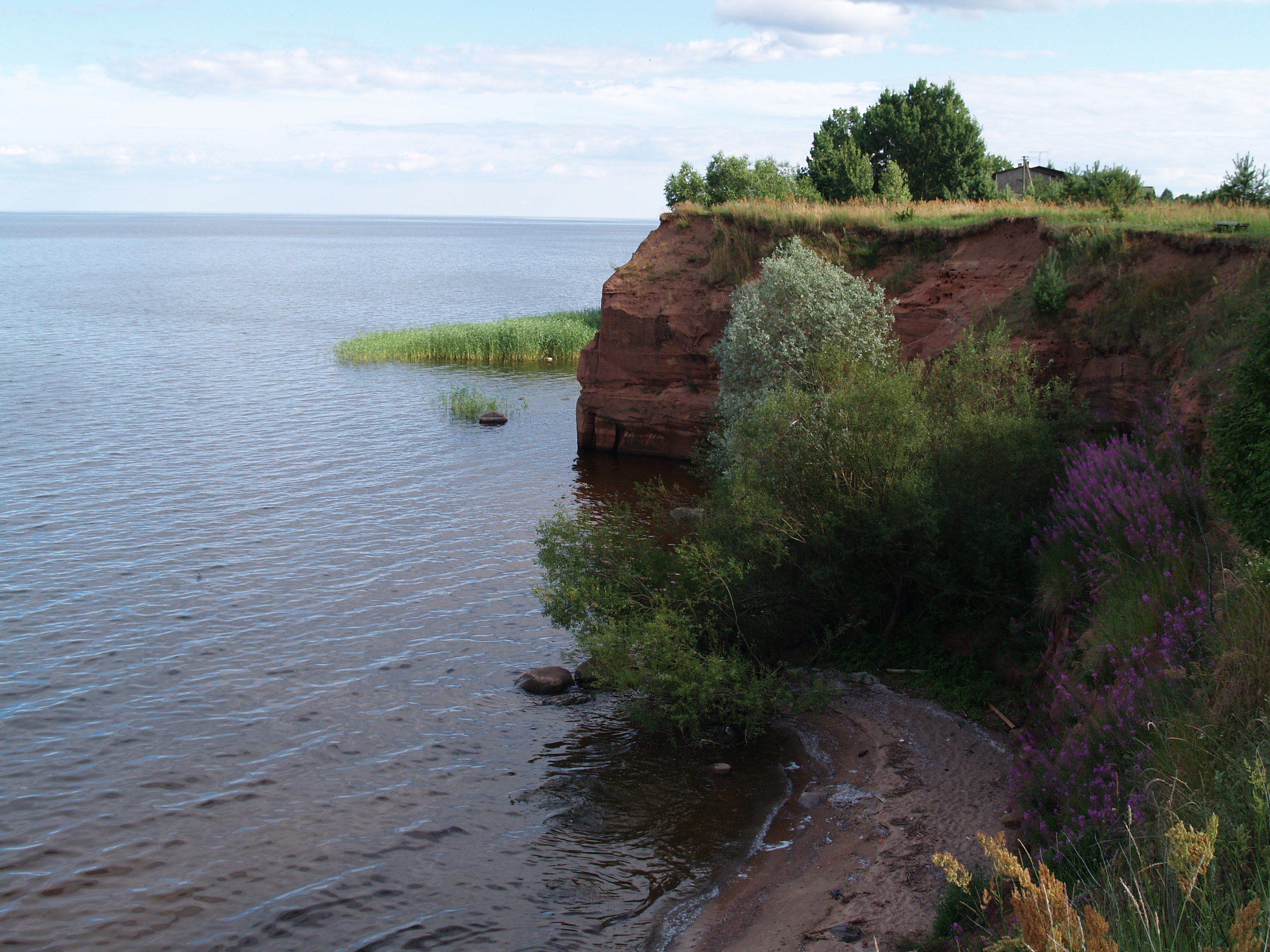
Відслонення девону біля міста Калласте

Чудське озеро на карті басейну річки Нарва

Довжина озера становить близько 96 км, ширина — до 50 км, середня глибина — 7,5 метра, найбільша — 16,6 метра. В озеро впадають понад 30 річок та струмків, що мають снігове, дощове та ключове підживлення. З озера випливає лише одна прикордонна річка Нарва, що впадає в Нарвську губу Фінської затоки Балтійського моря . Солоність води — 0 проміле. Озеро багате на планктон, а тому і рибу. У ньому водяться такі види промислових риб: лящ, ряпушка, окунь, сиг, судак, щука, минь, плітуа, снеток. Усього налічується 37 видів риб та 9 видів земноводних. До недавніх часів снеток вважався повністю виловленим видом у Чудському озері, але на даний момент ситуація поступово покращується і він знову стає об'єктом обмеженого промислу.
Берегова лінія в цілому рівна, але на південному заході, півдні та південному сході (у російському секторі) носить звивистий характер, маючи затоки, коси та острови. Західний (естонський) берег низовинний, місцями сильно заболочений, схильний до весняного затоплення; східний (російський) берег більш піднесений, хоча болотисті ділянки перемежовуються з піщаними дюнами та пагорбами. На півдні Чудське озеро з'єднується з Псковським через проміжне Тепле озеро. Із заток Чудського озера найбільші Лахтинська затока, Раскопельська затока та Жовченська затока в гирлі річки Жовча (все на території Росії); з островів — Пійріссар (Желачок). Найбільша притока — річка Емайиги, вливається в південну частину озера із заходу. Прибережні пагорби вкриті сосновим лісом. Місцями відзначаються скупчення валунів. Уздовж берега на 200—300 метрів тягнеться мілководдя. Береги переважно піщані, але в міру зниження дно стає більш мулистим. Головною проблемою озера є постійне замулення судноплавних каналів фарватеру, особливо пристаней, куди приходять судна, як пасажирські, так і вантажні.

### Річки
- У Росії з півночі на південь:
- Задубка
- Черма
- Гдівка
- Куна
- Торохівка
- Ремда
- Жовча

В Естонії з півдня на північ:
- Емайигі
- Куллавере
- Тагайигі
- Пунгерья
- Алайигі

### Острови
Затока Лахта (Росія):
- Ведмежий
- Кобилий
- Ковра
- Попов-Наволок

Раскопельська затока (Росія):
- Борок
- Заячий
- Пипно

Жовченська затока (Росія):
- Озолець
- Станок
- Городець
- Вороній
- Горушка
- Сиговиці
- Самолавець

Пароплавний канал (Естонія):
- о. Пійріссаар
- о. Теляча Сухмань

На озері є близько 22 островів різного розміру, найбільший з яких — естонський острів Пійріссаар площею близько 7,8 км. Близько половини його території займають низинні болота, що поросли очеретом. Відстань від острова до естонського берега близько 2,5 км, до російського близько 5,5 км. Острів низинний, середня висота над рівнем озера 1-2 метри. Східна частина острова височіє до 4,2 метрів. На ній розташовані села Піріссаар та Желачок. Решта острова низька і сильно заболочена, тому розташоване на північно-західному березі село Порка страждає від повеней. Желачок — єдиний острів Чудського озера, інші острови низинні і безлюдні. На них влітку гніздиться багато водоплавних птахів.

## Населення
Береги озера населяють здебільшого росіяни (повсюдно) та естонці (на заході). На західному березі проживають, головним чином, естонці та сету, а також старообрядці, що становлять більшість населення острова Желачок. Через історично високий рівень безробіття в Причудьї спостерігається інтенсивний відтік населення.

## Господарське значення
На пагорбах над озером розкинулися сільськогосподарські угіддя та селища. Найбільше місто російського берега — Гдов, на естонському березі найбільші міста Калласте та Муствее. Краса пейзажів Чудського озера здавна привертала увагу поетів, письменників та художників Росії та Естонії.
На озері представлені і судноплавство; торгово-комерційний напрямок малозначущий через мілководність озера. Головним чином, представлені пороми туристичного спрямування, що мають внутрішню орієнтацію. Рекреаційний потенціал загалом розвинений недостатньо, туристичну та транспортну інфраструктуру було модернізовано лише на естонській стороні завдяки західному кредитуванню після вступу Естонії до ЄС. Місцеве населення (росіяни, естонці) займається переважно сільським господарством та рибальством .

## Історичні факти
На льоду Чудського озера 5 квітня 1242 року, на думку російських істориків, відбулося так зване Льодове побоїще — битва військ новгородського та київського князя Олександра Невського з військом Лівонського ордена. Через мінливість гідрографії Чудського озера російським історикам досі не вдалося точно визначити місце, де сталася битва. У 1958—1959 роках на передбачуваному місці битви — ділянці Теплого озера, що знаходиться за 400 метрів на захід від сучасного берега мису Сиговець, між північним його краєм і широтою села Острів — під керівництвом Георгія Караєва проводилися археологічні розкопки експедицією Інституту археології Академії наук СРСР, проте знахідок, які б пов'язували це місце з битвою 1242 року, так і не було виявлено.
Також у жодному літописі чи хроніці немає згадки про те, що лівонці провалилися під лід. Цей міф породив сценарист фільму 1938 року Ейзенштейна «Олександр Невський».